# Allan Edwall
Johan Allan Edwall (født 25. august 1924 i Hissmofors, død 7. februar 1997 i Stockholm) var en svensk skuespiller, instruktør, musiker, teaterdirektør, forfatter med mere, som i sit hjemland var en kendt teaterskuespiller, der var fastansat i flere perioder på Dramaten. Såvel i Sverige som i mange andre lande er han måske mest kendt som film- og tv-skuespiller, ikke mindst i en lang række af Astrid Lindgren-filmatiseringerne fra perioden 1971-1984. Mange vil huske ham som Emil fra Lønnebergs koleriske far, men han havde også vigtige roller i Rasmus på farten, Brødrene Løvehjerte og Ronja Røverdatter.
Allan Edwall blev uddannet på Dramatens elevskole 1949-1952, og han var ansat ved samme teater i perioderne 1952-1955, 1958-1962 og 1963-1971. Han var freelance 1955-1957 og efter 1971.
Han blev flittigt anvendt i det svenske tv-teater fra 1962, og han fik sit store folkelige gennembrud i dramatiseringen af August Strindbergs Hemsøboerne, hvor han spillede hovedrollen som den unge mand Carlsson. Han havde også betydelige roller i filmatiseringen af Vilhelm Mobergs Udvandrerne og i Ingmar Bergmans Fanny og Alexander.
Sideløbende med sin skuespillerkarriere virkede Edwall også som manuskriptforfatter og film- og teaterinstruktør og stod blandt andet bag filmen Åke og hans verden (1984). Endvidere har han skrevet fire romaner.
Som musiker opererede Allan Edwall især inden for visegenren, og han skrev og indspillede en række viser, der typisk har folkemusikindslag, heriblandt brug af harmonika og violin. Hans tekster viser et stærkt samfundsengagement og solidaritet med de svage. Han udgav seks album i perioden 1979-1991, og efter hans død er der udkommet flere album.

## Udvalgt filmografi
- Gud fader och tattaren (1954)
- Vildfugle (1955)
- Piger uden værelse (1956, ukrediteret)
- Køresvenden (1958)
- Hughie (tv-film, 1958)
- Ungdom, fart og sex (1959, kun stemme)
- Jomfrukilden (1960)
- Djævelens øje (1960)
- Teatermysteriet (1960)
- Lys i mørket (1963)
- Topaze (tv-film, 1963)
- Syv glade enker (1964)
- Mit hjem er Copacabana (1965, kun stemme)
- Træfrakken (1966)
- Her har du dit liv (1966)
- Mennesker mødes og sød musik opstår i hjertet (1967, kun stemme)
- Boghandleren som holdt op med at bade (1969)
- Klabautermanden (1969)
- Udvandrerne (1971)
- Emil fra Lønneberg (1971)
- Nybyggerne (1972)
- Nye løjer med Emil fra Lønneberg (1972)
- Emil og grisebassen (1973)
- Elvis! Elvis! (1976)
- Den alvorlige leg (1977)
- Brødrene Løvehjerte (1977)
- Du er skrupskør, Madicken (1979)
- Manden der blev millionær (1980)
- Sverige åt svenskarna (1980)
- Madicken på Junibakken (1980)
- Skrald (1981)
- Ene hane i kurven (1981)
- Rasmus på farten (1981)
- Fanny og Alexander (1982)
- Limpan (1983, også manuskriptforfatter)
- P & B (1983)
- Ronja Røverdatter (1984)
- Åke og hans verden (1984, også instruktør)
- Offeret (1986)
- Rejsen til Melonia (animationsfilm, 1989)
- Den milda (tv-film, 1996, også instruktør)